# Каморный, Юрий Юрьевич
Юрий Юрьевич Камо́рный (8 августа 1944 — 27 ноября 1981) — советский актёр театра и кино. Заслуженный артист РСФСР (1980).

## Биография
Юрий Каморный родился 8 августа 1944 года в городе Алапаевске Свердловской области. Его детство и юность прошли в городе Кировске (Мурманская область), где будущий актёр окончил среднюю школу. Его мать преподавала в школе английский язык. После окончания школы Каморный, уже тогда мечтавший поступить в театральный институт, пошёл работать на кировский комбинат «Апатит» электриком-ремонтником, одновременно занимаясь в театральной студии местного Дворца культуры.
В 1962 году Каморный поступил в Ленинградский государственный институт театра, музыки и кинематографии. Начал сниматься в кино, ещё будучи студентом. Его первой картиной стал советско-польский фильм «Зося» (1967 год). Фильм имел большой успех у зрителей. Его второй телевизионный фильм, «Проводы белых ночей» (1969 год), был «положен на полку» из-за отъезда режиссёра картины Ю. А. Панича в 1972 году на Запад. Однако фильм успел понравиться телевизионной зрительской аудитории и запомнился ленинградцам на долгие годы. Повторно фильм увидел свет только в конце 1980-х — начале 1990-х годов в эфире ленинградского, а впоследствии петербургского телевидения. Но в некоторых регионах страны, например в Магадане, несмотря на запрет, картина ежегодно транслировалась по местному телевидению в течение всех 1970-х годов, а также в начале 1980- х.
В 1967 году Юрий Каморный начал работать в ЛенТЮЗе имени А. А. Брянцева. Параллельно Каморный много снимался в кинофильмах. Ушёл из ТЮЗа в 1976 году.

### Гибель
Убит сотрудником милиции в собственной комнате в коммунальной квартире 27 ноября 1981 года при невыясненных обстоятельствах.

…Я знаю две версии последнего дня жизни Юрия Каморного. Одну описал в своей книге «Звёздные трагедии: загадки, судьбы и гибели» Фёдор Раззаков, другую — Михаил Веллер в книге «Легенды Невского проспекта». Но как бы там ни было, а началось всё с женских криков, услышанных соседями Юрия. Зная воинственный нрав своего соседа, жильцы квартиры стали барабанить Каморному в дверь, но истошные крики продолжались. Далее идут разночтения. Фёдор Раззаков пишет, что соседи вызвали врача-нарколога, который прихватил с собой двух милиционеров из РУВД Дзержинского района. Когда они прибыли к месту происшествия, Каморный продолжал буйствовать и, размахивая кинжалами, никого к себе не подпускал. После двух предупредительных выстрелов, один из которых рикошетом ранил в руку женщину, милиционеры выстрелили Юрию в ногу, но попали в бедренную артерию, и через несколько секунд актёр скончался. Как установила затем экспертиза, в крови у погибшего не было ни грамма алкоголя. Не нашли у него и никаких изменений в мозгу.
Михаил Веллер пишет, что актёр был сильно пьян, а соседи пригласили проходившего мимо милиционера, который, увидев Каморного, приставившего к горлу женщины нож, произвёл выстрел, ранивший её в бедро. Второй выстрел попал актёру в лоб. После этого, немного подумав, милиционер произвёл третий выстрел в потолок. Спасли же милиционера на суде только показания соседей Юрия, которые были рады избавлению от шумного соседа.

На месте мы установили, что соседи вызвали участкового на женские крики из комнаты Каморного. Прибывший участковый не смог один разрулить ситуацию, так как, заглянув в комнату Каморного, увидел последнего с огромным кинжалом в руке и таскающего за волосы девушку. На требования прекратить безобразия, участковый был послан хозяином комнаты…
Участковый позвонил со стационарного телефона общего пользования в дежурку отделения милиции, с просьбой прислать побыстрее подкрепление. Самая оперативная служба была и есть - группы задержания ОВО, стандартное время прибытия в те времена не более 4 минут.
Прибывшая группа с обнажёнными стволами ворвалась в комнату с требованием бросить кинжал, на что Каморный приставил его к горлу жертвы. Старший группы открыл предупредительный огонь в потолок. Одна из пуль рикошетом ранила в руку девушку.
Все в комнате стали вопить, нервы старшего не выдержали, и он открыл уже огонь на поражение. Целясь в ногу, он попал слишком высоко, перебив Каморному артерию в паху. Рану даже не реально было перетянуть, Каморный в считанные минуты истёк кровью и умер.

## Память

Могила Юрия Каморного на Симоновском кладбище

Юрий Каморный похоронен на Симоновском кладбище в Старой Руссе (Новгородская область). На памятнике на его могиле ошибочно указан год смерти 1982.
- 1998 — документальная телепрограмма из цикла «Чтобы помнили» (1998, ОРТ).
- 2012 — документальный фильм «Актёрская рулетка. Юрий Каморный» (2012, Россия-1).

## Творчество

### Роли в театре
Играл в спектаклях Ленинградского ТЮЗа: «Хозяин», «Наш цирк», «Глоток свободы». В спектакле «Свои люди — сочтёмся» играл Рисположенского. В спектакле «Гамлет» — Лаэрта.

### Фильмография
| Год  |   | Название                             | Роль                                                                     |
| ---- | - | ------------------------------------ | ------------------------------------------------------------------------ |
| 1966 | ф | Зося                                 | Михаил                                                                   |
| 1968 | ф | Карантин                             | Игорь Лозицкий                                                           |
| 1968 | ф | Освобождение                         | лейтенант Васильев, танкист                                              |
| 1969 | ф | Проводы белых ночей                  | журналист Валерий                                                        |
| 1970 | ф | И был вечер, и было утро…            | мичман                                                                   |
| 1970 | ф | Кремлёвские куранты                  | Александр Рыбаков                                                        |
| 1971 | ф | Рудобельская республика              | Рогович                                                                  |
| 1972 | ф | Люди на Ниле                         | Кузьмин                                                                  |
| 1972 | ф | Вера, надежда, любовь                | Василий Королёв                                                          |
| 1972 | ф | Петерс                               | Лиманов                                                                  |
| 1973 | ф | Будни уголовного розыска             | Олег Александрович Таранцев                                              |
| 1973 | ф | Быть человеком                       | Борис Королёв                                                            |
| 1973 | ф | Дверь без замка                      | Пётр Сычёв, молодой капитан теплохода «Касимов»                          |
| 1974 | ф | Верный друг Санчо                    | отец Риты, военный лётчик                                                |
| 1974 | ф | Весёлый калейдоскоп                  | практикант                                                               |
| 1974 | ф | Сергеев ищет Сергеева                | Илья Сергеев                                                             |
| 1974 | ф | Странные взрослые                    | Юра, жених Риты                                                          |
| 1975 | ф | Призвание                            | Игорь Борисович Мельников                                                |
| 1975 | ф | Родимый край                         | Имя персонажа не указано                                                 |
| 1975 | ф | Стрелы Робин Гуда                    | шут Клем                                                                 |
| 1976 | ф | Птицы наших надежд                   | Амир                                                                     |
| 1977 | ф | Гармония                             | Герман Алексеевич Бакланов                                               |
| 1977 | ф | Посейдон спешит на помощь            | Щербань Игорь Сергеевич, капитан «Кайры»                                 |
| 1978 | ф | Голубые молнии                       | Копылов                                                                  |
| 1978 | ф | Лес, в который ты никогда не войдёшь | Пётр Николаевич                                                          |
| 1978 | ф | Супруги Орловы                       | Илья Кисляков, гармонист                                                 |
| 1979 | ф | Звон уходящего лета                  | Александр Лихота                                                         |
| 1979 | ф | Инженер Графтио                      | Аксентьев                                                                |
| 1979 | ф | Поэма о крыльях                      | Михаил Михайлович Громов                                                 |
| 1979 | ф | Я буду ждать…                        | Петрович, тренер по дзюдо                                                |
| 1980 | ф | Клоун                                | Михаил Раскатов, воздушный акробат                                       |
| 1980 | ф | От Буга до Вислы                     | Дубинин                                                                  |
| 1981 | ф | 20 декабря                           | Антон Железняк                                                           |
| 1981 | ф | Правда лейтенанта Климова            | Евгений Васильевич Степанов (капитан II ранга, командир подводной лодки) |
| 1981 | ф | Игра без козырей                     | Томас Визбарас («Маэстро», главарь банды)                                |

### Телеспектакли
- Два веронца
- 1974 — Осталось пять минут

### Озвучивание
- 1973 — Опознание
- 1974 — Ясь и Янина — Ясь

## Признание и награды
- заслуженный артист РСФСР (1980)